# San Pablo de León Cortés Castro
San Pablo es un distrito del cantón de León Cortés Castro, en la provincia de San José, de Costa Rica.

## Geografía
San Pablo cuenta con un área de 20,76 km² y una altitud media de 1542 m s. n. m.

## Demografía
Para el año 2022, San Pablo cuenta con una población estimada de 4886 habitantes, y para el último censo efectuado, en 2011, San Pablo contaba con una población de 4209 habitantes.

## Localidades
- Barrios: Estadio, La Clara, La Virgen, Los Ángeles, Sagrada Familia.
- Poblados: Abejonal, Carrizales, Los Navarro, Montes de Oro, Rosario.

## Transporte

### Carreteras
Al distrito lo atraviesan las siguientes rutas nacionales de carretera:
- Ruta nacional 226
- Ruta nacional 313